# 语义学
語義學也作语意学，是以语言学观点研究语言意义的学科，也是对指称、意义或真理的研究。语义（semanteme）是语言单位本身具有的意义，其强调客观存在意义，意义应唯一，属语言意义。语意（meaning）是语言单位融入个人主观思想后所表达的意思，其强调情感和主观想法，意义并不唯一，属言语意义。
语义学涉及了语言学、逻辑学、计算机科学、自然语言处理、认知科学、心理学等诸多领域。虽然各个学科之间对语义学的研究有一定的共同性，但是具体的研究方法和内容大相径庭。语义学的研究对象是自然语言的意义，这里的自然语言可以是词汇，句子，篇章等等不同级别的语言单位。但是各个领域里对语言的意义的研究目的不同：
- 语言学的语义学研究目的在于找出语义表达的规律性、内在解释、不同语言在语义表达方面的个性以及共性；
- 逻辑学的语义学是对一个逻辑系统的解释，着眼点在于真值条件，不直接涉及自然语言；
- 与计算机科学相关的语义学研究在于机器对自然语言的理解；
- 认知科学对语义学的研究在于人脑对语言单位的意义的存储及理解的模式。

## 术语
1883年，法国学者米歇尔·布雷亚尔在期刊《法国的希腊研究》第17卷第133页的文章中首次提到了“语义学即意义的科学”，并根据希腊语创造出“语义学”（sémantique）这个词汇。1897年，他出版了自己的第一部语义学专著《语义学：意义科学研究》（旧译《语义学初探》），标志着现代语义学作为一门独立学科诞生。
和语义学经常混淆的一个术语是符号学（Semiotics），二者没有直接的联系。（关于符号学的具体内容，请参见相关条目。）
另外需要指出的是美国的general semantics，其主旨与语义学没有直接联系，general semantics这方面的著作比如有早川一会的《語言行動》（Language in Action）、《語言與人生》（Language in Thought and Action）。

## 语言学的语义学
若从严格意义上的语言学研究来分类，在现代语言学的语义学中，可以分为结构主义的语义学研究和生成语言学的语义学研究。
结构主义语义学是从20世纪上半叶以美国为主的结构主义语言学发展而来的，研究的内容主要在于词汇的意义和结构，比如说义素分析，语义场，词义之间的结构关系等等。这样的语义学研究也可以称为词汇语义学，词和词之间的各种关系是词汇语义学研究的一个方面，例如同义词、反义词，同音词等，找出词语之间的细微差别。
生成语义学是20世纪六七十年代流行于生成语言学内部的一个语义学分支，是介于早期的结构主义语言学和后来的形式语义学之间的一个理论阵营。生成语义学借鉴了结构语义学对义素的分析方法，比照生成音系学的音位区别特征理论，主张语言的最深层的结构是义素，通过句法变化和词汇化的各种手段而得到表层的句子形式。
形式语义学是从20世纪70年代开始发展出来的一个理论阵营。最初的研究开始于蒙太古以数理逻辑方法对英语的研究，后来经过语言学家和哲学家的共同努力，发展成为一个独立的学科，并且摒弃了蒙太古对生成语言学的句法学的忽视，强调语义解释和句法结构的统一，从而最终成为生成语言学的语义学分支。现今的形式语义学的研究在欧美的语言学系都很繁荣，乔姆斯基作出了大量贡献。哲学系对形式语义学的研究已经渐渐失去了原有的兴趣，进而转向了心灵哲学的研究。

## 逻辑学的语义学
现代的逻辑学，或者说形式逻辑、数理逻辑等，其目的是设计出来一套形式语言系统，并对其作出语义解释。这样的形式语言系统是一个个抽象的封闭体系，但是可以应用于很多的不同领域，比如说法律、计算机等等领域对逻辑学的应用。
一个逻辑系统通常由三个部分组成，即词汇部分、句法部分和基于模型论的语义部分。
- 所谓的词汇部分就是列举出一个形式系统所使用的所有符号，
- 句法部分是这些符号的组合规则，规定什么样的符号序列可以是这个系统的句子，
- 语义部分是对合格句子的解释，这样的解释通常是：在一个模型中进行的对真值条件推导。

逻辑学的语义学着眼点在于逻辑系统的语义解释，是一个理想化的模型系统，不直接涉及自然语言。但是在形式语义学中，很多的语义学概念是从逻辑学的语义学中引申来的。

## 其他学科的语义学
语义学还广泛地应用于其他领域，比如说计算理论中的语义学，其本质和逻辑学的语义学是一样的，都是对一个形式语言系统的解释。比如逻辑编程语言Prolog。在自然语言处理的研究中，对语义的研究也是一个非常重要的领域。现在比较成功的是对词汇意义的研究，但是对更大语言单位的意义的研究还在发展中。互联网理论中讨论的Web 2.0的一个很重要的特征就是语义网络，其目的是以语义为纲领组织网络资源。在认知科学等方面对词汇语义学的研究也很深入，早以超越了传统的结构主义。比如lexical priming研究的是词义是如何在人脑中以网络的形式储存的，一个词汇往往会激活很多相关的词汇。这方面的研究还有很多，比如WordNet，这里不一一列举。

## 语义学和语用学的关系
语义学研究的重点在于语言意义表达的系统，不涉及具体的应用。语用学也研究语言的意义，但是更多的着眼于语言在具体语境中的意义，言语行为、预设、会话涵义等等。但是在形式语义学的研究中，二者的界限已经不是那么重要了，很多学者把语用学的内容进行了形式化。

## 汉语语义学研究
汉语的語意學研究較為久遠，最早期的作品有《尔雅》、《方言》等，以及隨後的《说文解字》等對词汇和汉字含義的研究著作，中国的注疏训诂学也涉及词汇学以及历史词汇学的諸多內容。例如中国语言学家王力所著的《汉语史》就有對词汇意义发展变化的部分探討內容。
中国的结构主义词汇学在美国结构主义语言学引进以后有了很大的發展，同期也開始出現了很多的著作，例如北京大学中文系學者符淮青的《词义的分析与描写》以及贾彦德的《汉语语义学》等。
形式语义学随着生成语言学的兴起也开始有所发展，比如香港的潘海华和台湾的林若望對此均有涉獵。但在大陸此方面則起步較為遲緩，但也略有相關研究，例如北京大学中文系的袁毓林对汉语中「都」使用情況的相關研究。